# Fistful of Metal
Fistful of Metal är thrash metal-bandet Anthrax debutalbum, släppt i januari 1984. Det här är det första och sista albumet med Neil Turbin och Dan Lilker på sång respektive elbas. Dock skulle båda bli upphovsmän till ett par låtar på albumet efter, Spreading the Disease.

## Låtförteckning
1. "Deathrider" – 3:30
2. "Metal Thrashing Mad" – 2:39
3. "I'm Eighteen"(Alice Cooper-cover) – 4:02
4. "Panic" – 3:58
5. "Subjugator" – 4:38
6. "Soldiers of Metal" – 2:55
7. "Death from Above" – 5:06
8. "Anthrax" – 3:24
9. "Across the River" – 1:26
10. "Howling Furies" – 3:55

## Medlemmar
- Neil Turbin – sång
- Dan Spitz – gitarr
- Scott Ian – gitarr
- Dan Lilker – basitarr
- Charlie Benante – trummor